# Brodersby (Schwansen)
Brodersby (ausgesprochen Brodersbü) ist eine Gemeinde in Schwansen an der Ostsee im Kreis Rendsburg-Eckernförde in Schleswig-Holstein.

## Geografie und Verkehr
Das Ostseebad Schönhagen mit Sandstrand und seiner Steilküste ist der größte Ort im Gemeindegebiet. Daneben gehören Brodersby, Dingelby, Drasberg, Höxmark (dänisch: Høgsmark), Langacker (Langager), Lückeberg und Nübbelfeld (Nybølmark) dazu. Die Lokalitäten Nordhusene und Kikut (Kikud) sind zwischenzeitlich im Ortsteil Schönhagen aufgegangen. Westlich liegt die Schwansenstraße (B 203) von Kappeln nach Eckernförde, im Süden erstreckt sich die Gemeinde bis an den Schwansener See. Brodersby ist die nördlichste Gemeinde im Kreis Rendsburg-Eckernförde.

## Geschichte
Brodersby und Höxmark wurden 1268 erstmals erwähnt. 1876 wurde Brodersby selbständige Landgemeinde.

## Politik

### Gemeindevertretung
Bei der Kommunalwahl am 14. Mai 2023 wurden insgesamt neun Sitze vergeben. Die Freie Wählergemeinschaft demokratische Initiative Brodersby erhielt sechs Sitze, die CDU erhielt zwei Sitze und die SPD erhielt einen Sitz.

### Wappen
Blasonierung: „In Gold eine erhöhte eingebogene blaue Spitze. Oben rechts ein dreiblättriger grüner Eichenzweig, oben links drei gefächerte grüne Ähren. Unten über fünf silbernen Wellenfäden ein silberner Schwan.“

## Wirtschaft
Neben der Landwirtschaft ist besonders in Schönhagen mit seinem Kurzentrum der Tourismus eine wichtige Einnahmequelle.

## Gut Schönhagen
Das Gut Schönhagen entstand 1711 aus einem Meierhof in Höxmark. Der gleichnamige Gutsbezirk bestand bis 1928.
Das 1889 von dem Gutsherrn Hermann Jauch erbaute, landläufig als Schloss bezeichnete Herrenhaus wird heute als Rehaklinik genutzt.

## Bilder

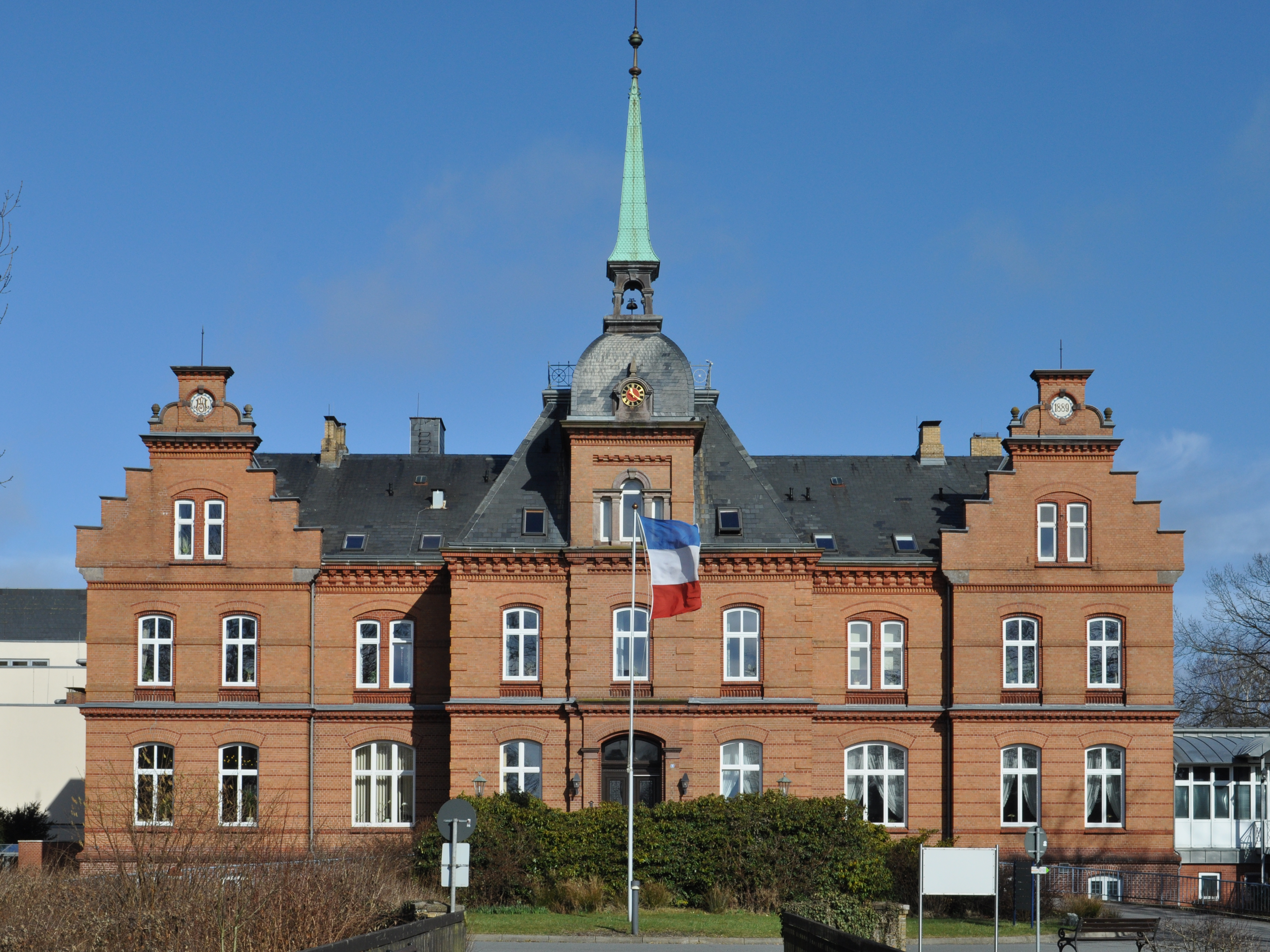
Schloss Schönhagen
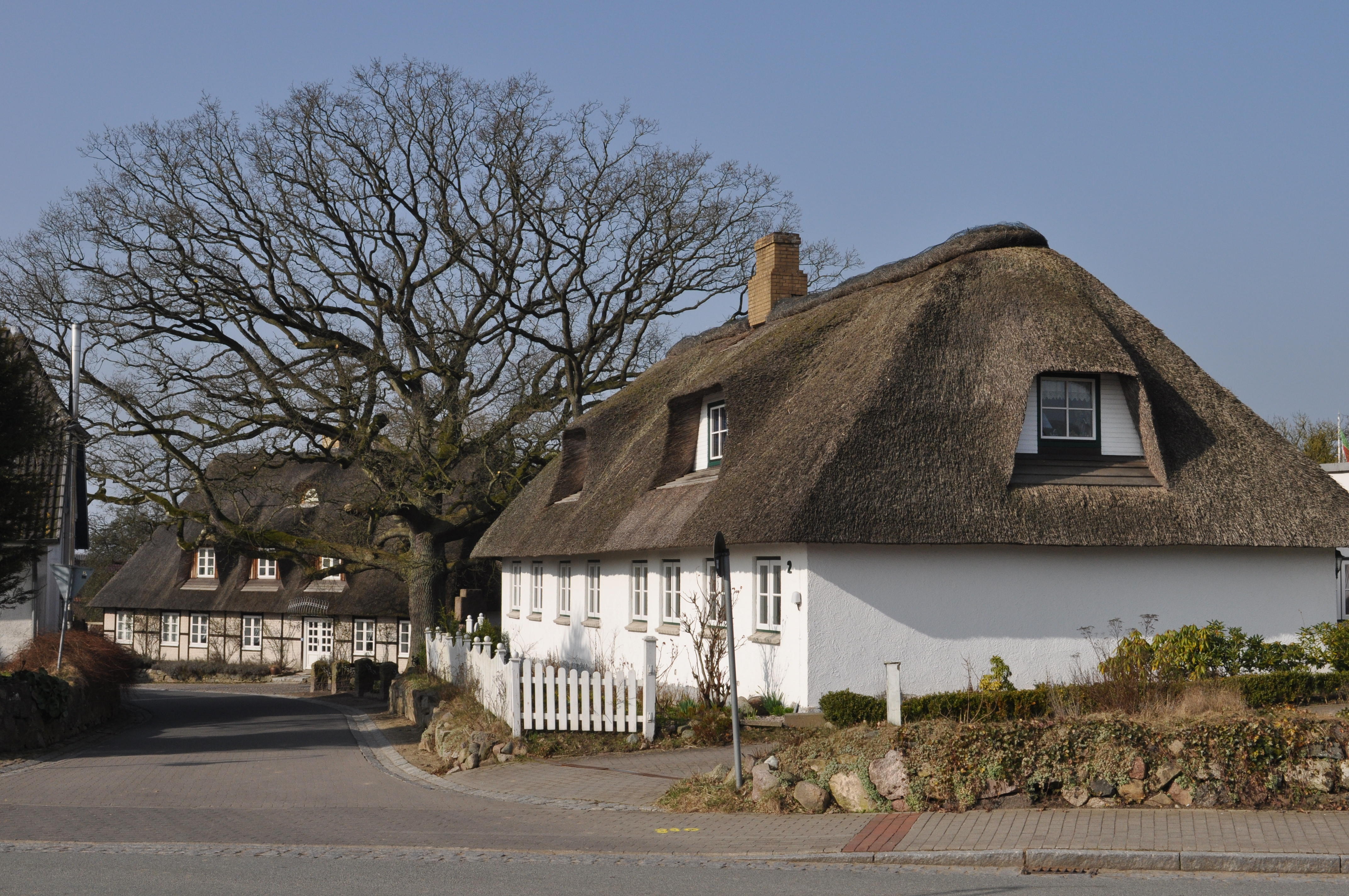
Straße in Brodersby
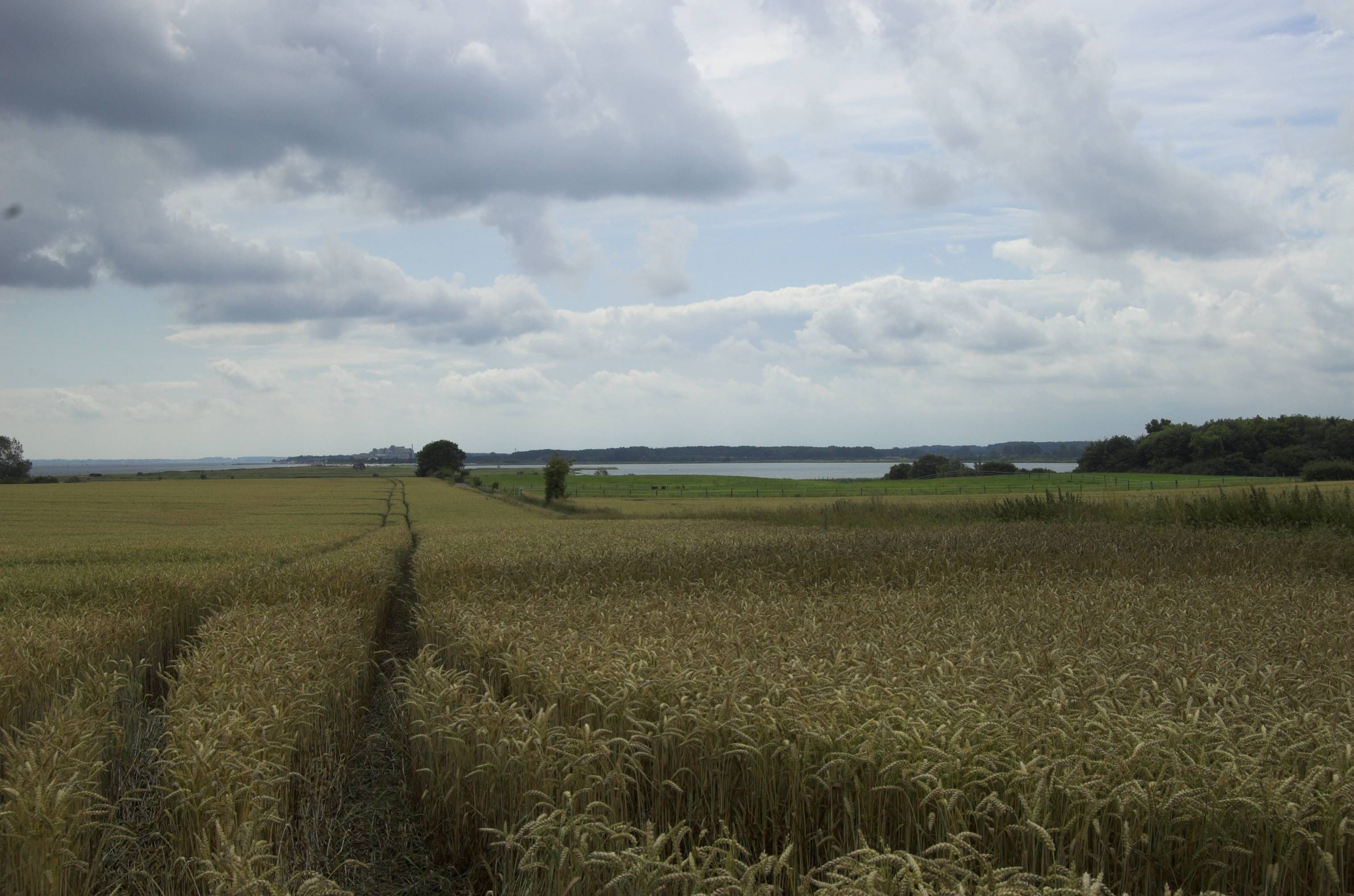
Schwansener See
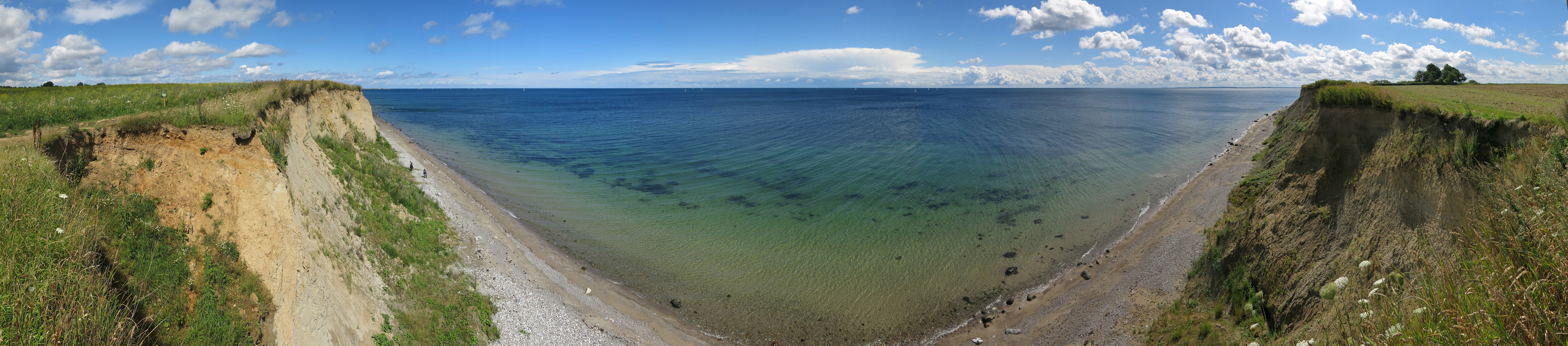
Geotop Kliff Schönhagen
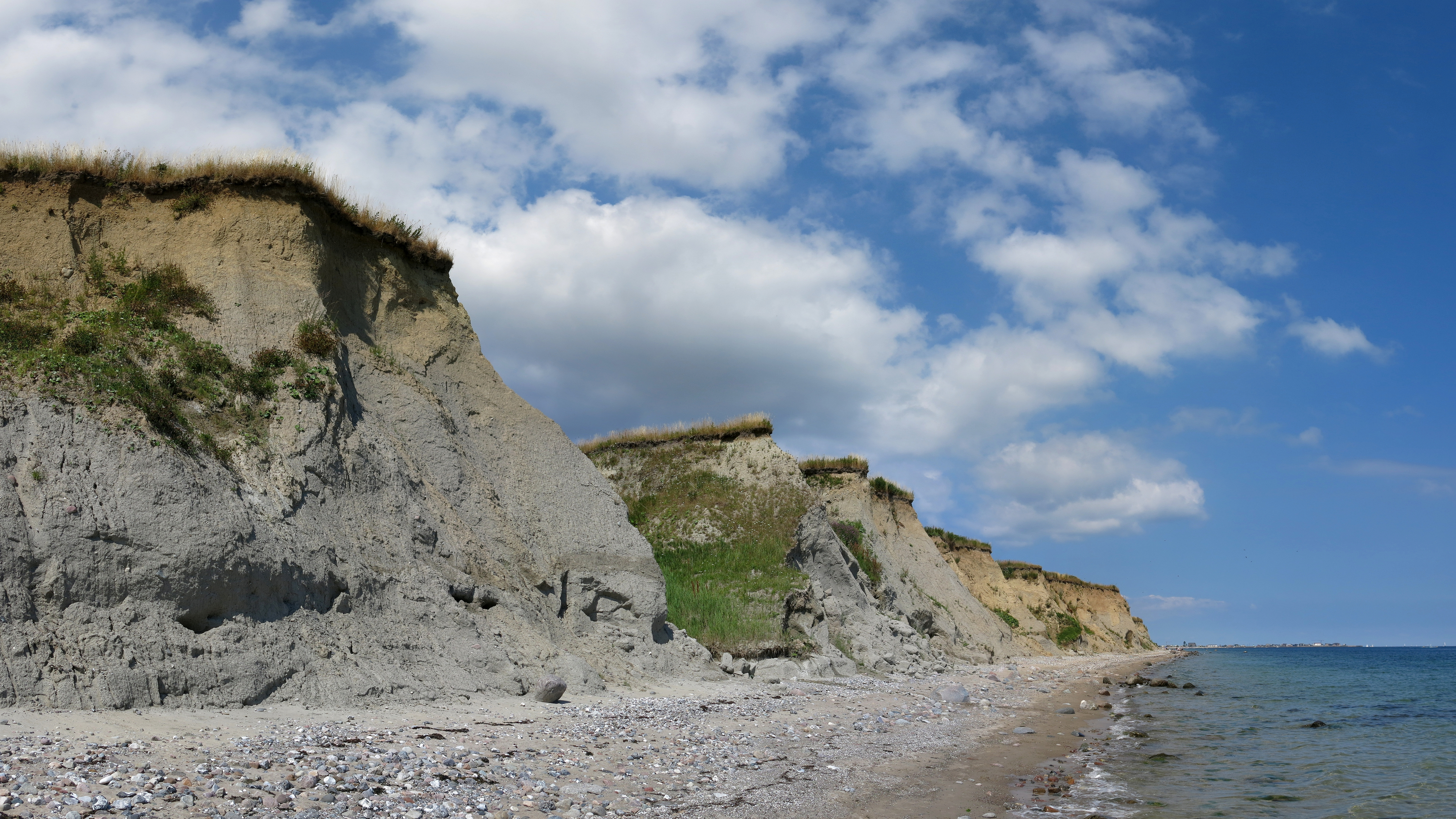
Steilufer

## Erwähnenswertes
Brodersby ist Schauplatz der Landarzt-Krimi-Reihe der Autorin Stefanie Ross.